# لیگ جهانی والیبال ۲۰۱۶
لیگ جهانی والیبال ۲۰۱۶ بیست و هفتمین دوره از رقابت‌های لیگ جهانی می‌باشد که از ۱۶ ژوئن تا ۱۷ ژوئیه و با شرکت ۳۶ تیم برگزار شد. دور نهایی در کراکوف، لهستان انجام شد و در پایان تیم صربستان به مقام نخست دست یافت.

## راهیابی
- هر ۳۲ تیم شرکت‌کننده در دور قبلی به‌طور مستقیم به این مسابقات راه یافته‌اند.
- اسلوونی به عنوان قهرمان لیگ اروپا ۲۰۱۵ به این مسابقات راه یافته‌است.
- تایوان,  آلمان و  قطر برای شرکت در گروه ۳ این مسابقات دعوت شده‌اند.

| آفریقا                                                                           | آسیا و اقیانوسیه                                                               | اروپا | آمریکای شمالی                                           | آمریکای جنوبی              |
| -------------------------------------------------------------------------------- | ------------------------------------------------------------------------------ | --- | ------------------------------------------------------- | -------------------------- |
| مصر · تونس                                                                       | استرالیا · چین · تایوان · ایران · ژاپن · قزاقستان · قطر · کرهٔ جنوبی            | \| بلژیک · بلغارستان · چک · فنلاند · فرانسه · آلمان · یونان · ایتالیا · مونته‌نگرو · \| هلند · لهستان · پرتغال · روسیه · صربستان · اسلواکی · اسلوونی · اسپانیا · ترکیه \| | کانادا · کوبا · مکزیک · پورتوریکو · ایالات متحده آمریکا | آرژانتین · برزیل · ونزوئلا |
| بلژیک · بلغارستان · چک · فنلاند · فرانسه · آلمان · یونان · ایتالیا · مونته‌نگرو · | هلند · لهستان · پرتغال · روسیه · صربستان · اسلواکی · اسلوونی · اسپانیا · ترکیه | |                                                         |                            |

## قالب

### در دور بین‌المللی
گروه یک (سطح یک): دوازده تیم با قرعه کشی در نه دسته چهار تیمه قرارگرفته‌اند (هر تیم در سه دسته حضور دارد). نتایج این گروه‌های نه‌گانه با هم ترکیب شده و یک جدول رده‌بندی را تشکیل می‌دهند. پنج تیم اول به اضافه میزبان مرحله نهایی به مرحله نهایی راه خواهد یافت. تیم آخر این جدول رده‌بندی ممکن است در صورت شایستگی تیم اول گروه دو (گروه دو) به گروه دو سقوط کند.
گروه دو (سطح دو): دوازده تیم با قرعه کشی در نه دسته چهار تیمه قرارگرفته‌اند (هر تیم در سه دسته حضور دارد). نتایج این گروه‌های نه‌گانه با هم ترکیب شده و یک جدول رده‌بندی را تشکیل می‌دهند. سه تیم اول به اضافه میزبان مرحله نهایی به مرحله نیمه نهایی راه خواهد یافت. تیم آخر این جدول رده‌بندی ممکن است در صورت شایستگی تیم اول گروه سه (گروه سه) به گروه سه سقوط کند.
گروه سه (سطح سه): دوازده تیم با قرعه کشی در شش دسته چهار تیمه قرارگرفته‌اند (هر تیم در دو دسته حضور دارد). نتایج این گروه‌های شش‌گانه با هم ترکیب شده و یک جدول رده‌بندی را تشکیل می‌دهند. سه تیم اول به اضافه میزبان مرحله نهایی به مرحله نیمه نهایی راه خواهد یافت.

### در دور نهایی
گروه اول: شش تیم در دو دسته با هم بازی می‌کنند و دو تیم‌برتر هر دسته به مرحله نیمه‌نهایی می‌روند و برنده‌های دو دیدار نیمه‌نهایی بازی نهایی این گروه راه برگزار می‌کنند.
گروه دوم و سوم: تیم صعود کرده‌ای که در مرحله قبل پایین‌ترین رده را داشته با تیم میزبان یک بازی نیمه‌نهایی و دو تیم صعود کرده دیگر بازی دیگر نیمه‌نهایی این گروه را برگزار کرده و برندگان این دو دیدار بازی‌های نهایی این دو گروه را برگزار می‌کنند.

## جوایز

### جوایز تیمی
جوایز تیمی:
- قهرمان ۸۳ هزار پوند
- نایب قهرمان ۶۶ هزار پوند
- مقام سوم ۵۰ هزار پوند
- مقام چهارم ۳۳ هزار پوند

در دور مقدماتی لیگ جهانی، هر تیم ۹ مسابقه داشت، فدراسیون جهانی برای تیم‌ها در هر بازی نیز پاداشی در نظر گرفت که تیم برنده ۹ هزار پوند جایزه دریافت کرد و تیم بازنده نیز ۴ هزار پوند پاداش گرفت.
- قهرمان: یک میلیون پوند
- نایب قهرمان: ۵۰۰ هزار پوند
- مقام سوم: ۳۰۰ هزار پوند
- مقام چهارم: ۱۵۰ هزار پوند
- مقام پنجم (۲ تیم): ۷۵ هزار پوند

### جوایز فردی
- باارزش‌ترین بازیکن: ۳۰ هزار پوند
- بهترین تنظیم کننده: ۱۰ هزار پوند
- بهترین آبشار زننده: ۱۰ هزار پوند
- بهترین دریافت کننده (۲ بازیکن): هر نفر ۱۰ هزار پوند
- بهترین دفاع کننده (۲ بازیکن): هر نفر ۱۰ هزار پوند
- بهترین بازیکن آزاد: ۱۰ هزار پوند

## ترکیب
هر تیم مجاز به داشتن ۲۱ بازیکن است.

## گروه‌بندی
گروه‌بندی تیم‌های گروه ۱ و ۲ در ۱۸ اوت ۲۰۱۵ اعلام شد. گروه‌بندی تیم‌های گروه ۳ در ۲۹ اکتبر ۲۰۱۵ اعلام شد. اعداد درون پرانتز، رده‌بندی اف‌آی‌وی‌بی تیم‌ها در اکتبر ۲۰۱۵ است.
| هفته ۱                                                 | هفته ۱                                                              | هفته ۱                                                |
| گروه A1 استرالیا                                       | گروه B1 برزیل                                                       | گروه C1 روسیه                                         |
| ------------------------------------------------------ | ------------------------------------------------------------------- | ----------------------------------------------------- |
| ایتالیا (۴) · فرانسه (۱۲) · استرالیا (۱۳) · بلژیک (۲۰) | برزیل (۱) · ایالات متحده آمریکا (۵) · آرژانتین (۶) · ایران (۱۰)     | روسیه (۲) · لهستان (۳) · صربستان (۸) · بلغارستان (۹)  |
| هفته ۲                                                 |                                                                     |                                                       |
| گروه D1 لهستان                                         | گروه E1 ایتالیا                                                     | گروه F1 صربستان                                       |
| روسیه (۲) · لهستان (۳) · آرژانتین (۶) · فرانسه (۱۲)    | ایتالیا (۴) · ایالات متحده آمریکا (۵) · استرالیا (۱۳) · بلژیک (۲۰)  | برزیل (۱) · صربستان (۸) · بلغارستان (۹) · ایران (۱۰)  |
| هفته ۳                                                 |                                                                     |                                                       |
| گروه G1 فرانسه                                         | گروه H1 آمریکا                                                      | گروه I1 ایران                                         |
| برزیل (۱) · لهستان (۳) · فرانسه (۱۲) · بلژیک (۲۰)      | روسیه (۲) · ایالات متحده آمریکا (۵) · بلغارستان (۹) · استرالیا (۱۳) | ایتالیا (۴) · آرژانتین (۶) · صربستان (۸) · ایران (۱۰) |

| هفته ۱                                              | هفته ۱                                               | هفته ۱                                                |
| گروه A2 ترکیه                                       | گروه B2 فنلاند                                       | گروه C2 جمهوری چک                                     |
| --------------------------------------------------- | ---------------------------------------------------- | ----------------------------------------------------- |
| هلند (۲۵) · پرتغال (۲۷) · ترکیه (۳۱) · اسلواکی (۳۴) | کوبا (۱۱) · کرهٔ جنوبی (۱۶) · فنلاند (۱۷) · ژاپن (۲۱) | کانادا (۱۴) · چین (۱۷) · مصر (۱۹) · چک (۲۶)           |
| هفته ۲                                              |                                                      |                                                       |
| گروه D2 اسلواکی                                     | گروه E2 مصر                                          | گروه F2 کانادا                                        |
| کوبا (۱۱) · هلند (۲۵) · چک (۲۶) · اسلواکی (۳۴)      | فنلاند (۱۷) · مصر (۱۹) · ژاپن (۲۱) · ترکیه (۳۱)      | کانادا (۱۴) · کرهٔ جنوبی (۱۶) · چین (۱۷) · پرتغال (۲۷) |
| هفته ۳                                              |                                                      |                                                       |
| گروه G2 کره جنوبی                                   | گروه H2 چین                                          | گروه I2 پرتغال                                        |
| کرهٔ جنوبی (۱۶) · مصر (۱۹) · هلند (۲۵) · چک (۲۶)     | چین (۱۷) · ژاپن (۲۱) · ترکیه (۳۱) · اسلواکی (۳۴)     | کوبا (۱۱) · کانادا (۱۴) · فنلاند (۱۷) · پرتغال (۲۷)   |

### گروه ۳
| هفته ۱                                             | هفته ۱                                                 | هفته ۱                                                    | هفته ۲                                               | هفته ۲                                                   | هفته ۲                                          |
| گروه A3                                            | گروه B3                                                | گروه C3                                                   | گروه D3                                              | گروه E3                                                  | گروه F3                                         |
| -------------------------------------------------- | ------------------------------------------------------ | --------------------------------------------------------- | ---------------------------------------------------- | -------------------------------------------------------- | ----------------------------------------------- |
| تونس (۱۶) · ونزوئلا (۲۰) · اسلوونی (۲۵) · قطر (۳۱) | آلمان (۹) · مکزیک (۲۴) · اسپانیا (۳۸) · مونته‌نگرو (۵۰) | پورتوریکو (۲۲) · تایوان (۳۸) · قزاقستان (۴۰) · یونان (۴۹) | آلمان (۹) · پورتوریکو (۲۲) · اسلوونی (۲۵) · قطر (۳۱) | ونزوئلا (۲۰) · مکزیک (۲۴) · تایوان (۳۸) · مونته‌نگرو (۵۰) | تونس (16) اسپانیا (38) قزاقستان (40) یونان (۴۹) |

## برنامه رقابت‌ها
| ● | دور بین‌المللی | ● | دور نهایی |

|        | هفته ۱ ۱۷–۱۹ ژوئن | هفته ۲ ۲۴–۲۶ ژوئن | هفته ۳ ۱–۳ ژوئیه | هفته ۴ ۸–۱۰ ژوئیه | هفته ۵ ۱۳–۱۷ ژوئیه |
| ------ | ----------------- | ----------------- | ---------------- | ----------------- | ------------------ |
| گروه ۱ | ۱۸ بازی           | ۱۸ بازی           | ۱۸ بازی          |                   | ۱۰ بازی            |
| گروه ۲ | ۱۸ بازی           | ۱۸ بازی           | ۱۸ بازی          | ۴ بازی            |                    |
| گروه ۳ | ۱۸ بازی           | ۱۸ بازی           | ۴ بازی           |                   |                    |

## دور بین‌المللی
تمام ساعت‌ها به وقت تهران و ایران است.

### گروه ۱
|  | واجد شرایط برای حضور در دور نهایی گروه یک                 |
|  | واجد شرایط به عنوان میزبان برای حضور در دور نهایی گروه یک |
|  | حذف شده                                                   |

#### رتبه بندی
|      |                     | بازی | بازی | امتیاز | ست  | ست   | ست    | امتیاز | امتیاز | امتیاز |
| رتبه | تیم                 | برد  | باخت | امتیاز | برد | باخت | نسبت  | برد    | باخت   | نسبت   |
| ---- | ------------------- | ---- | ---- | ------ | --- | ---- | ----- | ------ | ------ | ------ |
| ۲    | برزیل               | ۸    | ۱    | ۲۳     | ۲۵  | ۸    | ۳٫۱۲۵ | ۷۹۳    | ۶۸۱    | ۱٫۱۶۴  |
| ۱    | ایالات متحده آمریکا | ۸    | ۱    | ۲۳     | ۲۵  | ۹    | ۲٫۷۷۸ | ۸۱۴    | ۷۴۸    | ۱٫۰۸۸  |
| ۳    | صربستان             | ۷    | ۲    | ۲۱     | ۲۳  | ۱۱   | ۲٫۰۹۱ | ۸۱۰    | ۷۳۸    | ۱٫۰۹۸  |
| ۴    | فرانسه              | ۶    | ۳    | ۲۰     | ۲۳  | ۱۰   | ۲٫۳۰۰ | ۸۰۶    | ۷۳۵    | ۱٫۰۹۷  |
| ۵    | ایتالیا             | ۶    | ۳    | ۱۹     | ۲۰  | ۱۰   | ۲٫۰۰۰ | ۷۱۵    | ۶۵۴    | ۱٫۰۹۳  |
| ۶    | روسیه               | ۵    | ۴    | ۱۵     | ۱۵  | ۱۴   | ۱٫۰۷۱ | ۶۹۸    | ۶۶۲    | ۱٫۰۵۴  |
| ۷    | ایران               | ۴    | ۵    | ۹      | ۱۵  | ۱۹   | ۰٫۷۸۹ | ۷۷۷    | ۸۶۱    | ۰٫۹۰۲  |
| ۸    | بلژیک               | ۳    | ۶    | ۱۱     | ۱۵  | ۲۰   | ۰٫۷۵۰ | ۷۶۰    | ۷۷۹    | ۰٫۹۷۶  |
| ۹    | آرژانتین            | ۳    | ۶    | ۱۰     | ۱۶  | ۲۰   | ۰٫۸۰۰ | ۸۲۴    | ۸۳۵    | ۰٫۹۸۷  |
| ۱۰   | لهستان              | ۳    | ۶    | ۸      | ۱۱  | ۲۲   | ۰٫۵۰۰ | ۷۵۵    | ۸۱۵    | ۰٫۹۲۶  |
| ۱۱   | بلغارستان           | ۱    | ۸    | ۲      | ۸   | ۲۶   | ۰٫۳۰۸ | ۷۰۶    | ۸۱۰    | ۰٫۸۷۲  |
| ۱۲   | استرالیا            | ۰    | ۹    | ۱      | ۳   | ۲۷   | ۰٫۱۱۱ | ۶۰۰    | ۷۴۰    | ۰٫۸۱۱  |

#### هفته ۱

##### گروه A1
- میزبان:  سیدنی سوپر دم، سیدنی، استرالیا

ایران ۳ برزیل ۰ امتیازات ۲۵ _ ۲۰ ۲۵ _۲۲ ۲۵ _۲۳ 
آمریکا ۳ آرژانتین ۱ امتیازات ۲۵ _۲۲ ۲۲ _۲۵ ۲۶ _ ۲۴ ۲۷ _ ۲۵ 
ایران ۳ آمریکا ۱ ۲۵_ ۲۲ ۲۶ _ ۲۴ ۲۳ _ ۲۵ ۲۲ _ ۲۵ 
برزیل ۳ آرژانتین ۰ ۲۵ _۲۳ ۲۵ _۲۳ ۲۵ _ ۲۳ 
ایران ۳ آرژانتین ۰ ۲۵ _ ۲۲ ۲۵ _ ۱۳ ۲۵ _۲۲ 
برزیل ۳ آمریکا ۱ ۲۵ _۲۳ ۲۶ _۲۸ ۲۵ _۲۳ ۲۵ _۲۳

##### گروه C1
- میزبان:  یانتارنی، کالینینگراد، روسیه

#### هفته ۲

##### گروه D1
- میزبان:  اطلس آرنا، ووچ، لهستان

| تاریخ | ساعت  |          | امتیاز |          | ست ۱  | ست ۲  | ست ۳  | ست ۴  | ست ۵  | مجموع   | گزارش |
| ----- | ----- | -------- | ------ | -------- | ----- | ----- | ----- | ----- | ----- | ------- | ----- |
| ۴ تیر | ۱۹:۴۰ | روسیه    | ۳−۰    | فرانسه   | ۲۲–۲۵ | ۳۴–۳۶ | ۲۰–۲۵ |       |       | ۸۶–۷۶   |       |
| ۴ تیر | ۲۲:۴۰ | لهستان   | ۱−۳    | آرژانتین | ۲۶–۲۴ | ۳۱–۲۹ | ۳۶–۳۸ | ۲۵–۲۲ |       | ۱۱۳–۱۱۸ |       |
| ۵ تیر | ۱۹:۴۰ | فرانسه   | ۳−۲    | آرژانتین | ۲۵–۱۹ | ۲۱–۲۵ | ۲۳–۲۵ | ۲۷–۲۵ | ۱۳–۱۵ | ۱۰۹–۱۰۹ |       |
| ۵ تیر | ۲۲:۴۰ | لهستان   | ۳−۱    | روسیه    | ۱۷–۲۵ | ۲۰–۲۵ | ۲۵–۲۰ | ۱۵–۲۵ |       | ۹۵–۷۷   |       |
| ۶ تیر | ۱۹:۴۰ | آرژانتین | ۰−۳    | روسیه    | ۲۵–۱۸ | ۲۵–۲۰ | ۲۸–۲۶ |       |       | ۶۴–۷۸   |       |
| ۶ تیر | ۲۲:۴۰ | لهستان   | ۳−۰    | فرانسه   | ۲۸–۳۰ | ۲۰–۲۵ | ۲۹–۳۱ |       |       | ۸۶–۷۷   |       |

##### گروه E1
- میزبان:  پالالوتوماتیکا، رم، ایتالیا

| تاریخ | ساعت  |                     | امتیاز |                     | ست ۱  | ست ۲  | ست ۳  | ست ۴  | ست ۵  | مجموع   | گزارش |
| ----- | ----- | ------------------- | ------ | ------------------- | ----- | ----- | ----- | ----- | ----- | ------- | ----- |
| ۴ تیر | ۱۹:۳۰ | بلژیک               | ۳−۲    | ایالات متحده آمریکا | ۲۵–۱۷ | ۲۰–۲۵ | ۲۱–۲۵ | ۲۵–۲۱ | ۱۰–۱۵ | ۱۰۳–۱۰۱ |       |
| ۴ تیر | ۲۲:۳۰ | استرالیا            | ۳−۰    | ایتالیا             | ۱۵–۲۵ | ۲۷–۲۹ | ۱۷–۲۵ |       |       | ۷۹–۵۹   |       |
| ۵ تیر | ۱۹:۳۰ | ایالات متحده آمریکا | ۱−۳    | استرالیا            | ۲۰–۲۵ | ۲۵–۱۷ | ۲۵–۲۳ | ۲۵–۲۰ |       | ۸۵–۹۵   |       |
| ۵ تیر | ۲۲:۳۰ | ایتالیا             | ۰−۳    | بلژیک               | ۲۵–۲۰ | ۲۵–۱۷ | ۳۱–۲۹ |       |       | ۶۶–۸۱   |       |
| ۶ تیر | ۱۹:۳۰ | استرالیا            | ۳−۰    | بلژیک               | ۲۱–۲۵ | ۲۲–۲۵ | ۱۷–۲۵ |       |       | ۷۵–۶۰   |       |
| ۶ تیر | ۲۲:۳۰ | ایالات متحده آمریکا | ۰−۳    | ایتالیا             | ۲۵–۲۲ | ۲۵–۲۳ | ۲۵–۲۳ |       |       | ۶۸–۷۵   |       |

##### گروه F1
- میزبان:  پیونیر، بلگراد، صربستان

| تاریخ | ساعت  |           | امتیاز |           | ست ۱  | ست ۲  | ست ۳  | ست ۴  | ست ۵ | مجموع | گزارش |
| ----- | ----- | --------- | ------ | --------- | ----- | ----- | ----- | ----- | ---- | ----- | ----- |
| ۳ تیر | ۱۸:۳۰ | ایران     | ۱−۳    | بلغارستان | ۱۸–۲۵ | ۲۵–۲۰ | ۲۵–۲۳ | ۲۵–۲۰ |      | ۸۸–۹۳ |       |
| ۳ تیر | ۲۱:۳۰ | برزیل     | ۳−۱    | صربستان   | ۲۵–۱۹ | ۱۵–۲۵ | ۲۱–۲۵ | ۲۲–۲۵ |      | ۹۴–۸۳ |       |
| ۴ تیر | ۱۸:۳۰ | برزیل     | ۱−۳    | ایران     | ۲۵–۱۸ | ۲۶–۲۴ | ۲۵–۱۶ | ۲۵–۱۷ |      | ۷۷–۹۹ |       |
| ۴ تیر | ۲۱:۳۰ | صربستان   | ۱−۳    | بلغارستان | ۲۵–۱۸ | ۲۱–۲۵ | ۲۵–۱۹ | ۲۵–۲۳ |      | ۸۵–۹۶ |       |
| ۵ تیر | ۱۸:۳۰ | بلغارستان | ۳−۰    | برزیل     | ۱۴–۲۵ | ۲۱–۲۵ | ۱۲–۲۵ |       |      | ۷۵–۴۷ |       |
| ۵ تیر | ۲۱:۳۰ | ایران     | ۳−۱    | صربستان   | ۱۹–۲۵ | ۲۶–۲۴ | ۱۸–۲۵ | ۲۱–۲۵ |      | ۹۹–۸۴ |       |

- هفته ۳

##### گروه G1
- میزبان:  پلا دِاسپورت ژان ویل، نانسی، فرانسه

| تاریخ  | ساعت  |        | امتیاز |        | ست ۱  | ست ۲  | ست ۳  | ست ۴  | ست ۵  | مجموع   | گزارش |
| ------ | ----- | ------ | ------ | ------ | ----- | ----- | ----- | ----- | ----- | ------- | ----- |
| ۱۱ تیر | ۱۷:۳۰ | برزیل  | ۰−۳    | لهستان | ۳۰–۲۸ | ۲۵–۲۱ | ۲۵–۱۶ |       |       | ۶۵–۸۰   |       |
| ۱۱ تیر | ۲۰:۳۰ | فرانسه | ۰−۳    | بلژیک  | ۲۵–۱۹ | ۲۸–۲۶ | ۲۵–۲۰ |       |       | ۶۵–۷۸   |       |
| ۱۲ تیر | ۱۷:۳۰ | برزیل  | ۲−۳    | بلژیک  | ۲۰–۲۵ | ۲۵–۲۳ | ۲۲–۲۵ | ۲۵–۲۳ | ۱۵–۱۱ | ۱۰۷–۱۰۷ |       |
| ۱۲ تیر | ۲۰:۳۰ | فرانسه | ۱−۳    | لهستان | ۲۲–۲۵ | ۳۰–۲۸ | ۲۵–۲۲ | ۲۵–۱۹ |       | ۹۴–۱۰۲  |       |
| ۱۳ تیر | ۱۷:۳۰ | بلژیک  | ۳−۲    | لهستان | ۲۵–۱۹ | ۲۳–۲۵ | ۲۲–۲۵ | ۲۵–۲۰ | ۱۳–۱۵ | ۱۰۴–۱۰۸ |       |
| ۱۳ تیر | ۲۰:۳۰ | فرانسه | ۳−۱    | برزیل  | ۲۱–۲۵ | ۲۴–۲۶ | ۲۵–۲۲ | ۲۱–۲۵ |       | ۹۸–۹۱   |       |

##### گروه H1
- میزبان:  مرکز کنوانسیون کی بیلی هاتچیسان دالاس، آمریکا

| تاریخ  | ساعت  |                     | امتیاز |           | ست ۱  | ست ۲  | ست ۳  | ست ۴  | ست ۵  | مجموع   | گزارش |
| ------ | ----- | ------------------- | ------ | --------- | ----- | ----- | ----- | ----- | ----- | ------- | ----- |
| ۱۲ تیر | ۰۳:۰۰ | استرالیا            | ۳−۰    | روسیه     | ۱۹–۲۵ | ۲۴–۲۶ | ۱۲–۲۵ |       |       | ۷۶–۵۵   |       |
| ۱۲ تیر | ۰۵:۰۰ | ایالات متحده آمریکا | ۱−۳    | بلغارستان | ۲۳–۲۵ | ۲۵–۲۱ | ۲۷–۲۵ | ۲۵–۲۱ |       | ۹۲–۱۰۰  |       |
| ۱۳ تیر | ۰۳:۰۰ | بلغارستان           | ۳−۰    | روسیه     | ۲۰–۲۵ | ۱۴–۲۵ | ۱۸–۲۵ |       |       | ۷۵–۵۲   |       |
| ۱۳ تیر | ۰۵:۰۰ | ایالات متحده آمریکا | ۰−۳    | استرالیا  | ۲۵–۱۴ | ۲۶–۲۴ | ۲۵–۱۵ |       |       | ۵۳–۷۶   |       |
| ۱۳ تیر | ۲۲:۱۰ | ایالات متحده آمریکا | ۰−۳    | روسیه     | ۳۵–۳۳ | ۲۵–۱۷ | ۲۵–۲۱ |       |       | ۷۱–۸۵   |       |
| ۱۴ تیر | ۰۰:۳۰ | بلغارستان           | ۲−۳    | استرالیا  | ۲۵–۲۰ | ۲۱–۲۵ | ۲۵–۱۸ | ۲۳–۲۵ | ۱۶–۱۴ | ۱۰۲–۱۱۰ |       |

##### گروه I1
- میزبان:  آزادی تهران، ایران

| تاریخ  | ساعت  |         | امتیاز |          | ست ۱  | ست ۲  | ست ۳  | ست ۴  | ست ۵  | مجموع   | گزارش |
| ------ | ----- | ------- | ------ | -------- | ----- | ----- | ----- | ----- | ----- | ------- | ----- |
| ۱۱ تیر | ۱۸:۰۰ | ایتالیا | ۱−۳    | آرژانتین | ۲۵–۱۸ | ۲۵–۲۰ | ۲۲–۲۵ | ۲۵–۲۲ |       | ۸۵–۹۷   |       |
| ۱۱ تیر | ۲۱:۰۰ | ایران   | ۲−۳    | صربستان  | ۱۸–۲۵ | ۲۲–۲۵ | ۲۵–۲۲ | ۲۵–۲۳ | ۱۶–۱۴ | ۱۰۹–۱۰۶ |       |
| ۱۲ تیر | ۱۸:۰۰ | صربستان | ۳−۰    | آرژانتین | ۲۳–۲۵ | ۲۲–۲۵ | ۲۰–۲۵ |       |       | ۷۵–۶۵   |       |
| ۱۲ تیر | ۲۱:۰۰ | ایران   | ۳−۰    | ایتالیا  | ۲۰–۲۵ | ۲۰–۲۵ | ۲۱–۲۵ |       |       | ۷۵–۶۱   |       |
| ۱۳ تیر | ۱۸:۰۰ | ایتالیا | ۳−۲    | صربستان  | ۱۹–۲۵ | ۱۸–۲۵ | ۲۵–۱۹ | ۲۵–۲۲ | ۱۵–۱۷ | ۱۰۸–۱۰۲ |       |
| ۱۳ تیر | ۲۱:۰۰ | ایران   | ۲−۳    | آرژانتین | ۲۵–۲۳ | ۲۲–۲۵ | ۲۱–۲۵ | ۲۵–۲۲ | ۱۶–۱۴ | ۱۰۹–۱۰۹ |       |

### گروه ۲
|  | واجد شرایط برای حضور در دور نهایی گروه دو                 |
|  | واجد شرایط برای حضور به عنوان میزبان در دور نهایی گروه دو |
|  | حذف شده                                                   |

|      |           | بازی | بازی | امتیاز | ست  | ست   | ست    | امتیاز | امتیاز | امتیاز |
| رتبه | تیم       | برد  | باخت | امتیاز | برد | باخت | نسبت  | برد    | باخت   | نسبت   |
| ---- | --------- | ---- | ---- | ------ | --- | ---- | ----- | ------ | ------ | ------ |
| ۱    | کانادا    | ۸    | ۱    | ۲۴     | ۲۶  | ۷    | ۳٫۷۱۴ | ۷۸۷    | ۶۷۷    | ۱٫۱۶۲  |
| ۲    | ترکیه     | ۸    | ۱    | ۲۱     | ۲۵  | ۱۰   | ۲٫۵۰۰ | ۸۱۳    | ۷۵۶    | ۱٫۰۷۵  |
| ۳    | هلند      | ۶    | ۳    | ۱۹     | ۲۲  | ۱۵   | ۱٫۴۶۷ | ۸۳۹    | ۷۶۸    | ۱٫۰۹۲  |
| ۴    | فنلاند    | ۶    | ۳    | ۱۸     | ۲۲  | ۱۶   | ۱٫۳۷۵ | ۸۵۸    | ۸۲۶    | ۱٫۰۳۹  |
| ۵    | چک        | ۵    | ۴    | ۱۳     | ۱۹  | ۱۹   | ۱٫۰۰۰ | ۸۳۷    | ۸۵۰    | ۰٫۹۸۵  |
| ۶    | چین       | ۴    | ۵    | ۱۲     | ۱۳  | ۱۷   | ۰٫۷۶۵ | ۶۸۱    | ۶۸۱    | ۱٫۰۰۰  |
| ۷    | مصر       | ۴    | ۵    | ۱۱     | ۱۵  | ۲۰   | ۰٫۷۵۰ | ۷۹۱    | ۸۱۶    | ۰٫۹۶۹  |
| ۸    | اسلواکی   | ۳    | ۶    | ۱۰     | ۱۵  | ۲۲   | ۰٫۶۸۲ | ۷۸۸    | ۸۴۳    | ۰٫۹۳۵  |
| ۹    | کوبا      | ۳    | ۶    | ۹      | ۱۸  | ۲۴   | ۰٫۷۵۰ | ۸۹۱    | ۹۱۷    | ۰٫۹۷۲  |
| ۱۰   | کرهٔ جنوبی | ۳    | ۶    | ۹      | ۱۴  | ۲۲   | ۰٫۶۳۶ | ۸۰۴    | ۸۲۰    | ۰٫۹۸۰  |
| ۱۱   | ژاپن      | ۲    | ۷    | ۹      | ۱۴  | ۲۱   | ۰٫۶۶۷ | ۷۶۳    | ۸۰۳    | ۰٫۹۵۰  |
| ۱۲   | پرتغال    | ۲    | ۷    | ۷      | ۱۳  | ۲۳   | ۰٫۵۶۵ | ۷۵۸    | ۸۴۳    | ۰٫۸۹۹  |

#### هفته ۱

##### گروه A2
- میزبان:  ازمیر آتاتورک، ازمیر، ترکیه

##### گروه B2
- میزبان:  سالن تربیت بدنی مرکزی شهر اوساکا، ژاپن

##### گروه C2
- میزبان:  بودوار آرنا، چسکه بودیوویتسه، جمهوری چک

#### هفته ۲

##### گروه D2
- میزبان:  آیگون آرنا، براتیسلاوا، اسلواکی

| تاریخ | ساعت  |         | امتیاز |         | ست ۱  | ست ۲  | ست ۳  | ست ۴  | ست ۵  | مجموع   | گزارش |
| ----- | ----- | ------- | ------ | ------- | ----- | ----- | ----- | ----- | ----- | ------- | ----- |
| ۳ تیر | ۱۹:۳۰ | هلند    | ۳−۲    | چک      | ۲۱–۲۵ | ۲۵–۱۹ | ۲۳–۲۵ | ۲۵–۲۰ | ۱۱–۱۵ | ۱۰۴–۱۰۵ |       |
| ۳ تیر | ۲۲:۳۰ | اسلواکی | ۱−۳    | کوبا    | ۲۵–۱۹ | ۲۵–۲۳ | ۲۲–۲۵ | ۲۵–۲۲ |       | ۸۹–۹۷   |       |
| ۴ تیر | ۱۹:۳۰ | کوبا    | ۳−۲    | چک      | ۱۹–۲۵ | ۲۱–۲۵ | ۲۶–۲۴ | ۲۵–۲۲ | ۱۱–۱۵ | ۱۱۱–۱۰۲ |       |
| ۴ تیر | ۲۲:۳۰ | اسلواکی | ۳−۱    | هلند    | ۱۴–۲۵ | ۲۵–۲۱ | ۱۴–۲۵ | ۲۳–۲۵ |       | ۹۶–۷۶   |       |
| ۵ تیر | ۱۹:۳۰ | کوبا    | ۳−۲    | هلند    | ۲۵–۲۳ | ۲۵–۱۴ | ۲۳–۲۵ | ۲۳–۲۵ | ۱۲–۱۵ | ۱۰۲–۱۰۸ |       |
| ۵ تیر | ۲۲:۳۰ | چک      | ۲−۳    | اسلواکی | ۲۳–۲۵ | ۲۵–۲۳ | ۱۹–۲۵ | ۲۵–۱۸ | ۱۵–۱۱ | ۱۰۲–۱۰۷ |       |

##### گروه E2
- میزبان:  مجموعه ورزشگاه قاهره، قاهره، مصر

| تاریخ | ساعت  |        | امتیاز |        | ست ۱  | ست ۲  | ست ۳  | ست ۴  | ست ۵  | مجموع   | گزارش |
| ----- | ----- | ------ | ------ | ------ | ----- | ----- | ----- | ----- | ----- | ------- | ----- |
| ۴ تیر | ۲۳:۳۰ | ترکیه  | ۲−۳    | ژاپن   | ۲۰–۲۵ | ۱۹–۲۵ | ۲۵–۱۹ | ۲۵–۲۰ | ۱۵–۱۰ | ۹۹–۱۰۴  |       |
| ۵ تیر | ۰۱:۳۰ | مصر    | ۳−۰    | فنلاند | ۲۲–۲۵ | ۱۷–۲۵ | ۲۲–۲۵ |       |       | ۷۵–۶۱   |       |
| ۵ تیر | ۲۳:۳۰ | ترکیه  | ۲−۳    | فنلاند | ۱۹–۲۵ | ۲۱–۲۵ | ۲۵–۲۱ | ۲۵–۲۲ | ۱۵–۱۱ | ۱۰۴–۱۰۵ |       |
| ۶ تیر | ۰۱:۳۰ | مصر    | ۲−۳    | ژاپن   | ۲۵–۲۲ | ۲۳–۲۵ | ۲۱–۲۵ | ۲۵–۲۱ | ۱۵–۹  | ۱۰۲–۱۰۹ |       |
| ۶ تیر | ۲۳:۳۰ | فنلاند | ۱−۳    | ژاپن   | ۲۵–۱۸ | ۳۱–۲۹ | ۲۲–۲۵ | ۲۵–۲۱ |       | ۹۳–۱۰۳  |       |
| ۷ تیر | ۰۱:۳۰ | مصر    | ۱−۳    | ترکیه  | ۲۳–۲۵ | ۲۵–۱۸ | ۲۵–۲۳ | ۳۱–۲۹ |       | ۹۵–۱۰۴  |       |

##### گروه F2
- میزبان:  ساسک تل سنتر، ساسکاتون، کانادا

| تاریخ | ساعت  |           | امتیاز |           | ست ۱  | ست ۲  | ست ۳  | ست ۴  | ست ۵ | مجموع | گزارش |
| ----- | ----- | --------- | ------ | --------- | ----- | ----- | ----- | ----- | ---- | ----- | ----- |
| ۴ تیر | ۰۴:۰۵ | چین       | ۱−۳    | پرتغال    | ۲۵–۱۸ | ۲۲–۲۵ | ۲۵–۱۶ | ۲۵–۲۰ |      | ۷۹–۹۷ |       |
| ۴ تیر | ۰۶:۳۵ | کانادا    | ۰−۳    | کرهٔ جنوبی | ۲۵–۲۰ | ۲۵–۲۱ | ۲۵–۲۰ |       |      | ۶۱–۷۵ |       |
| ۵ تیر | ۰۲:۰۵ | کرهٔ جنوبی | ۳−۰    | پرتغال    | ۲۳–۲۵ | ۲۶–۲۸ | ۲۳–۲۵ |       |      | ۷۸–۷۲ |       |
| ۵ تیر | ۰۴:۳۵ | کانادا    | ۰−۳    | چین       | ۲۵–۲۱ | ۲۵–۱۹ | ۲۵–۱۷ |       |      | ۵۷–۷۵ |       |
| ۶ تیر | ۰۲:۰۵ | کرهٔ جنوبی | ۳−۱    | چین       | ۲۵–۱۸ | ۲۳–۲۵ | ۱۷–۲۵ | ۲۳–۲۵ |      | ۹۳–۸۸ |       |
| ۶ تیر | ۰۴:۳۵ | کانادا    | ۱−۳    | پرتغال    | ۲۴–۲۶ | ۲۵–۱۵ | ۲۵–۲۳ | ۲۵–۲۱ |      | ۸۵–۹۹ |       |

#### هفته ۳

##### گروه G2
- میزبان:  جانچونگ جیناسیوم، سئول، کره جنوبی

| تاریخ  | ساعت  |           | امتیاز |      | ست ۱  | ست ۲  | ست ۳  | ست ۴  | ست ۵  | مجموع   | گزارش |
| ------ | ----- | --------- | ------ | ---- | ----- | ----- | ----- | ----- | ----- | ------- | ----- |
| ۱۱ تیر | ۱۱:۳۰ | کرهٔ جنوبی | ۰−۳    | چک   | ۲۵–۱۸ | ۲۵–۲۱ | ۲۵–۲۰ |       |       | ۵۹–۷۵   |       |
| ۱۱ تیر | ۱۴:۰۰ | مصر       | ۳−۱    | هلند | ۱۹–۲۵ | ۲۵–۲۱ | ۱۸–۲۵ | ۱۶–۲۵ |       | ۹۶–۷۸   |       |
| ۱۲ تیر | ۰۹:۳۰ | کرهٔ جنوبی | ۲−۳    | مصر  | ۲۶–۲۴ | ۲۵–۲۰ | ۲۳–۲۵ | ۲۸–۳۰ | ۱۵–۱۳ | ۱۱۲–۱۱۷ |       |
| ۱۲ تیر | ۱۲:۰۰ | چک        | ۳−۱    | هلند | ۲۰–۲۵ | ۲۶–۲۴ | ۲۳–۲۵ | ۱۶–۲۵ |       | ۹۹–۸۵   |       |
| ۱۳ تیر | ۰۹:۳۰ | کرهٔ جنوبی | ۲−۳    | هلند | ۲۵–۱۶ | ۲۲–۲۵ | ۲۱–۲۵ | ۲۵–۲۱ | ۱۸–۱۶ | ۱۰۳–۱۱۱ |       |
| ۱۳ تیر | ۱۲:۰۰ | چک        | ۰−۳    | مصر  | ۲۵–۱۹ | ۳۲–۳۰ | ۲۵–۲۳ |       |       | ۷۲–۸۲   |       |

##### گروه H2
- میزبان:  مجموعه ورزشی شوانچنگ، شوانچنگ، چین

| تاریخ  | ساعت  |         | امتیاز |         | ست ۱  | ست ۲  | ست ۳  | ست ۴  | ست ۵  | مجموع  | گزارش |
| ------ | ----- | ------- | ------ | ------- | ----- | ----- | ----- | ----- | ----- | ------ | ----- |
| ۱۱ تیر | ۱۱:۳۰ | ترکیه   | ۰−۳    | ژاپن    | ۲۵–۲۱ | ۲۵–۲۰ | ۲۵–۲۲ |       |       | ۶۳–۷۵  |       |
| ۱۱ تیر | ۱۳:۳۰ | چین     | ۰−۳    | اسلواکی | ۲۵–۱۹ | ۲۵–۱۸ | ۲۵–۲۲ |       |       | ۵۹–۷۵  |       |
| ۱۲ تیر | ۱۱:۳۰ | اسلواکی | ۱−۳    | ژاپن    | ۲۵–۱۸ | ۲۵–۲۱ | ۲۴–۲۶ | ۲۵–۲۲ |       | ۸۷–۹۹  |       |
| ۱۲ تیر | ۱۳:۳۰ | ترکیه   | ۰−۳    | چین     | ۲۷–۲۵ | ۲۵–۲۳ | ۲۵–۱۸ |       |       | ۶۶–۷۷  |       |
| ۱۳ تیر | ۱۱:۳۰ | چین     | ۰−۳    | ژاپن    | ۲۵–۱۱ | ۲۵–۲۲ | ۲۵–۲۰ |       |       | ۵۳–۷۵  |       |
| ۱۳ تیر | ۱۳:۳۰ | اسلواکی | ۳−۲    | ترکیه   | ۱۳–۲۵ | ۲۵–۱۶ | ۲۵–۲۱ | ۲۲–۲۵ | ۱۰–۱۵ | ۱۰۲–۹۵ |       |

##### گروه I2
- میزبان:  ورزشگاه آیس تامپره، تامپره، فنلاند

| تاریخ  | ساعت  |        | امتیاز |        | ست ۱  | ست ۲  | ست ۳  | ست ۴  | ست ۵  | مجموع   | گزارش |
| ------ | ----- | ------ | ------ | ------ | ----- | ----- | ----- | ----- | ----- | ------- | ----- |
| ۱۲ تیر | ۱۲:۰۰ | کانادا | ۲−۳    | کوبا   | ۲۴–۲۶ | ۲۵–۲۱ | ۱۹–۲۵ | ۲۵–۱۶ | ۱۵–۱۳ | ۱۰۱–۱۰۸ |       |
| ۱۳ تیر | ۰۹:۳۰ | فنلاند | ۳−۲    | پرتغال | ۲۵–۲۲ | ۲۱–۲۵ | ۲۵–۱۹ | ۲۴–۲۶ | ۱۲–۱۵ | ۱۰۷–۱۰۷ |       |
| ۱۳ تیر | ۱۲:۰۰ | پرتغال | ۳−۰    | کانادا | ۱۸–۲۵ | ۲۲–۲۵ | ۲۱–۲۵ |       |       | ۷۵–۶۱   |       |
| ۱۲ تیر | ۱۲:۰۰ | فنلاند | ۱−۳    | کوبا   | ۲۵–۱۹ | ۲۵–۱۲ | ۱۸–۲۵ | ۲۵–۲۱ |       | ۷۷–۹۳   |       |
| ۱۳ تیر | ۰۹:۳۰ | کوبا   | ۲−۳    | پرتغال | ۲۵–۱۹ | ۲۲–۲۵ | ۲۵–۱۹ | ۲۰–۲۵ | ۱۵–۹  | ۹۷–۱۰۷  |       |
| ۱۳ تیر | ۱۲:۰۰ | فنلاند | ۲−۳    | کانادا | ۲۵–۲۲ | ۱۸–۲۵ | ۲۵–۲۰ | ۲۱–۲۵ | ۱۵–۱۳ | ۱۰۵–۱۰۴ |       |

### گروه ۳
|  | واجد شرایط برای حضور در دور نهایی گروه سه                 |
|  | واجد شرایط برای حضور در دور نهایی گروه سه به عنوان میزبان |

|      |           | بازی | بازی | امتیاز | ست  | ست   | ست    | امتیاز | امتیاز | امتیاز |
| رتبه | تیم       | برد  | باخت | امتیاز | برد | باخت | نسبت  | برد    | باخت   | نسبت   |
| ---- | --------- | ---- | ---- | ------ | --- | ---- | ----- | ------ | ------ | ------ |
| ۱    | اسلوونی   | ۵    | ۱    | ۱۵     | ۱۶  | ۵    | ۳٫۲۰۰ | ۵۱۳    | ۴۴۱    | ۱٫۱۶۳  |
| ۲    | یونان     | ۵    | ۱    | ۱۵     | ۱۵  | ۶    | ۲٫۵۰۰ | ۵۱۶    | ۴۶۲    | ۱٫۱۱۷  |
| ۳    | تایوان    | ۴    | ۲    | ۱۲     | ۱۳  | ۹    | ۱٫۴۴۴ | ۵۳۰    | ۵۱۵    | ۱٫۰۲۹  |
| ۴    | مونته‌نگرو | ۴    | ۲    | ۱۲     | ۱۶  | ۱۲   | ۱٫۳۳۳ | ۶۲۸    | ۵۹۹    | ۱٫۰۴۸  |
| ۵    | ونزوئلا   | ۴    | ۲    | ۱۰     | ۱۴  | ۱۱   | ۱٫۲۷۳ | ۵۷۶    | ۵۵۷    | ۱٫۰۳۴  |
| ۶    | قطر       | ۳    | ۳    | ۹      | ۱۱  | ۱۰   | ۱٫۱۰۰ | ۴۷۷    | ۴۸۰    | ۰٫۹۹۴  |
| ۷    | اسپانیا   | ۳    | ۳    | ۹      | ۱۳  | ۱۲   | ۱٫۰۸۳ | ۵۵۶    | ۵۵۲    | ۱٫۰۰۷  |
| ۸    | تونس      | ۳    | ۳    | ۸      | ۱۰  | ۱۳   | ۰٫۷۶۹ | ۵۳۷    | ۵۴۹    | ۰٫۹۷۸  |
| ۹    | آلمان     | ۲    | ۴    | ۷      | ۱۱  | ۱۳   | ۰٫۸۴۶ | ۵۳۴    | ۵۳۵    | ۰٫۹۹۸  |
| ۱۰   | مکزیک     | ۱    | ۵    | ۵      | ۱۰  | ۱۶   | ۰٫۶۲۵ | ۵۴۶    | ۵۹۰    | ۰٫۹۲۵  |
| ۱۱   | قزاقستان  | ۱    | ۵    | ۳      | ۴   | ۱۵   | ۰٫۲۶۷ | ۴۲۳    | ۴۷۸    | ۰٫۸۸۵  |
| ۱۲   | پورتوریکو | ۱    | ۵    | ۳      | ۴   | ۱۵   | ۰٫۲۶۷ | ۳۹۷    | ۴۷۵    | ۰٫۸۳۶  |

#### هفته ۱

##### گروه A3
- میزبان:  استوژیس آرنا، لیوبلیانا، اسلوونی

##### گروه B3
- میزبان:  مجموعه المپیک ۶۸، مکزیکو سیتی، مکزیک

##### گروه C3
- میزبان:  یونان، کوزانی

#### هفته ۲

##### گروه D3
- میزبان:  مجموعه ورزشی جدید کوزانی، سالونیک، یونان

| تاریخ | ساعت  |           | امتیاز |           | ست ۱  | ست ۲  | ست ۳  | ست ۴  | ست ۵ | مجموع  | گزارش |
| ----- | ----- | --------- | ------ | --------- | ----- | ----- | ----- | ----- | ---- | ------ | ----- |
| ۴ تیر | ۱۹:۳۰ | اسلوونی   | ۰−۳    | قطر       | ۲۵–۲۱ | ۲۵–۱۸ | ۲۵–۲۰ |       |      | ۵۹–۷۵  |       |
| ۴ تیر | ۲۲:۳۰ | یونان     | ۱−۳    | پورتوریکو | ۲۵–۱۷ | ۲۵–۱۷ | ۲۷–۲۹ | ۲۶–۲۵ |      | ۸۷–۱۰۳ |       |
| ۵ تیر | ۱۹:۳۰ | اسلوونی   | ۰−۳    | پورتوریکو | ۲۵–۱۶ | ۲۵–۲۲ | ۲۵–۱۲ |       |      | ۵۰–۷۵  |       |
| ۵ تیر | ۲۲:۳۰ | یونان     | ۳−۰    | قطر       | ۲۱–۲۵ | ۱۷–۲۵ | ۲۴–۲۶ |       |      | ۷۶–۶۲  |       |
| ۶ تیر | ۱۹:۳۰ | پورتوریکو | ۳−۰    | قطر       | ۲۲–۲۵ | ۲۳–۲۵ | ۱۶–۲۵ |       |      | ۷۵–۶۱  |       |
| ۶ تیر | ۲۲:۳۰ | یونان     | ۱−۳    | اسلوونی   | ۲۵–۲۳ | ۲۲–۲۵ | ۲۵–۲۱ | ۲۹–۲۷ |      | ۹۶–۱۰۱ |       |

##### گروه E3
- میزبان:  قصر الریاضة بالمنزه، رادس، تونس

| تاریخ | ساعت  |           | امتیاز |           | ست ۱  | ست ۲  | ست ۳  | ست ۴  | ست ۵   | مجموع   | گزارش |
| ----- | ----- | --------- | ------ | --------- | ----- | ----- | ----- | ----- | ------ | ------- | ----- |
| ۴ تیر | ۱۹:۳۰ | مونته‌نگرو | ۳−۲    | ونزوئلا   | ۱۹–۲۵ | ۱۶–۲۵ | ۲۵–۱۹ | ۲۵–۱۵ | ۱۳–۱۵  | ۹۹–۹۸   |       |
| ۵ تیر | ۰۱:۳۰ | تونس      | ۱−۳    | مکزیک     | ۲۲–۲۵ | ۲۵–۲۲ | ۱۷–۲۵ | ۱۸–۲۵ |        | ۸۲–۹۷   |       |
| ۵ تیر | ۱۹:۳۰ | مکزیک     | ۳−۲    | ونزوئلا   | ۲۵–۲۲ | ۱۸–۲۵ | ۲۱–۲۵ | ۲۵–۲۳ | ۱۰–۱۵  | ۱۱۰–۹۹  |       |
| ۶ تیر | ۰۱:۳۰ | تونس      | ۲−۳    | مونته‌نگرو | ۲۲–۲۵ | ۲۵–۲۷ | ۳۱–۲۹ | ۲۶–۲۴ | ۱۹–۱۷  | ۱۲۲–۱۲۳ |       |
| ۶ تیر | ۱۹:۳۰ | مکزیک     | ۳−۱    | مونته‌نگرو | ۲۵–۱۸ | ۱۷–۲۵ | ۲۲–۲۵ | ۱۹–۲۵ |        | ۹۳–۸۳   |       |
| ۷ تیر | ۰۱:۳۰ | تونس      | ۱−۳    | ونزوئلا   | ۲۸–۲۶ | ۲۵–۲۷ | ۲۵–۲۳ | ۲۳–۱۸ | ۹۴–۱۰۳ |         |       |

##### گروه F3
- میزبان:  بالوآن شولاک، آلماتی، قزاقستان

| تاریخ | ساعت  |          | امتیاز |         | ست ۱  | ست ۲  | ست ۳  | ست ۴  | ست ۵ | مجموع | گزارش |
| ----- | ----- | -------- | ------ | ------- | ----- | ----- | ----- | ----- | ---- | ----- | ----- |
| ۴ تیر | ۱۰:۴۰ | اسپانیا  | ۳−۱    | تایوان  | ۲۰–۲۵ | ۲۲–۲۵ | ۲۶–۲۴ | ۲۰–۲۵ |      | ۹۹–۸۸ |       |
| ۴ تیر | ۱۴:۴۰ | قزاقستان | ۳−۰    | آلمان   | ۲۱–۲۵ | ۱۹–۲۵ | ۲۵–۲۷ |       |      | ۷۷–۶۵ |       |
| ۵ تیر | ۱۰:۴۰ | تایوان   | ۱−۳    | آلمان   | ۲۵–۲۳ | ۱۶–۲۵ | ۳۰–۲۸ | ۲۵–۲۱ |      | ۹۷–۹۶ |       |
| ۵ تیر | ۱۴:۴۰ | قزاقستان | ۳−۰    | اسپانیا | ۲۲–۲۵ | ۱۸–۲۵ | ۲۱–۲۵ |       |      | ۷۵–۶۱ |       |
| ۶ تیر | ۱۰:۴۰ | آلمان    | ۱−۳    | اسپانیا | ۲۵–۲۰ | ۲۱–۲۵ | ۲۵–۱۶ | ۲۵–۱۴ |      | ۷۵–۹۶ |       |
| ۶ تیر | ۱۴:۴۰ | قزاقستان | ۳−۱    | تایوان  | ۲۵–۲۳ | ۲۳–۲۵ | ۲۲–۲۵ | ۲۲–۲۵ |      | ۹۸–۹۲ |       |

## دور نهایی
تمامی ساعت‌ها به وقت تهران است.

### گروه ۳
- میزبان:  فراپورت آرنا، فرانکفورت، آلمان

#### چهار نهایی گروه ۳
|  | نیمه‌نهایی | نیمه‌نهایی |   |        | نهایی    | نهایی |  |
|  |           |           |   |        |          |       |  |
|  | ۱۱ تیر    |           |   |        |          |       |  |
|  | آلمان     | ۳         |   |        |          |       |  |
|  | تایوان    | ۰         |   |        |          |       |  |
|  |           |           |   |        |          |       |  |
|  |           |           |   |        | ۱۲ تیر   |       |  |
|  |           |           |   |        | آلمان    | ۱     |  |
|  |           | اسلوونی   | ۳ |        |          |       |  |
|  |           |           |   |        |          |       |  |
|  |           |           |   |        |          |       |  |
|  |           |           |   |        | مکان سوم |       |  |
|  | ۱۱ تیر    | ۱۱ تیر    |   | ۱۲ تیر | ۱۲ تیر   |       |  |
|  | اسلوونی   | ۳         |   | یونان  | ۳        |       |  |
|  | یونان     | ۰         |   |        | تایوان   | ۱     |  |

##### نیمه‌نهایی
| تاریخ  | ساعت  |         | امتیاز |        | ست ۱  | ست ۲  | ست ۳  | ست ۴ | ست ۵ | مجموع | گزارش |
| ------ | ----- | ------- | ------ | ------ | ----- | ----- | ----- | ---- | ---- | ----- | ----- |
| ۱۱ تیر | ۱۹:۴۰ | آلمان   | ۰−۳    | تایوان | ۲۵–۱۶ | ۲۵–۱۹ | ۲۵–۲۲ |      |      | ۵۷–۷۵ |       |
| ۱۱ تیر | ۲۲:۴۰ | اسلوونی | ۰−۳    | یونان  | ۲۵–۲۲ | ۲۵–۲۰ | ۲۵–۱۶ |      |      | ۵۸–۷۵ |       |

##### بازی مکان سوم
| تاریخ  | ساعت  |       | امتیاز |        | ست ۱  | ست ۲  | ست ۳  | ست ۴  | ست ۵ | مجموع | گزارش |
| ------ | ----- | ----- | ------ | ------ | ----- | ----- | ----- | ----- | ---- | ----- | ----- |
| ۱۲ تیر | ۱۶:۴۰ | یونان | ۱−۳    | تایوان | ۲۵–۱۹ | ۲۲–۲۵ | ۲۷–۲۵ | ۲۵–۱۸ |      | ۸۷–۹۹ |       |

##### نهایی
| تاریخ  | ساعت  |       | امتیاز |         | ست ۱  | ست ۲  | ست ۳  | ست ۴  | ست ۵ | مجموع | گزارش |
| ------ | ----- | ----- | ------ | ------- | ----- | ----- | ----- | ----- | ---- | ----- | ----- |
| ۱۲ تیر | ۱۹:۴۰ | آلمان | ۳−۱    | اسلوونی | ۱۹–۲۵ | ۱۸–۲۵ | ۲۵–۲۱ | ۲۰–۲۵ |      | ۹۶–۸۲ |       |

### گروه ۲
- میزبان:  مرکز ورزشی کونگرسوس، ماتوسینوس، پرتغال

#### چهار نهایی گروه ۲
|  | نیمه‌نهایی | نیمه‌نهایی |   |        | نهایی    | نهایی |  |
|  |           |           |   |        |          |       |  |
|  | ۱۹ تیر    |           |   |        |          |       |  |
|  | کانادا    | ۳         |   |        |          |       |  |
|  | ترکیه     | ۰         |   |        |          |       |  |
|  |           |           |   |        |          |       |  |
|  |           |           |   |        | ۲۰ تیر   |       |  |
|  |           |           |   |        | کانادا   | ۳     |  |
|  |           | پرتغال    | ۰ |        |          |       |  |
|  |           |           |   |        |          |       |  |
|  |           |           |   |        |          |       |  |
|  |           |           |   |        | مکان سوم |       |  |
|  | ۱۹ تیر    | ۱۹ تیر    |   | ۲۰ تیر | ۲۰ تیر   |       |  |
|  | پرتغال    | ۳         |   | ترکیه  | ۱        |       |  |
|  | هلند      | ۱         |   |        | هلند     | ۳     |  |

##### نیمه‌نهایی
| تاریخ  | ساعت  |        | امتیاز |       | ست ۱  | ست ۲  | ست ۳  | ست ۴  | ست ۵ | مجموع | گزارش |
| ------ | ----- | ------ | ------ | ----- | ----- | ----- | ----- | ----- | ---- | ----- | ----- |
| ۱۹ تیر | ۱۹:۳۰ | کانادا | ۰−۳    | ترکیه | ۲۶–۲۴ | ۲۵–۱۷ | ۲۵–۲۳ |       |      | ۶۴–۷۶ |       |
| ۱۹ تیر | ۲۲:۳۰ | پرتغال | ۱−۳    | هلند  | ۲۵–۲۲ | ۲۶–۲۴ | ۱۷–۲۵ | ۲۹–۲۷ |      | ۹۸–۹۷ |       |

##### بازی مکان سوم
| تاریخ  | ساعت  |       | امتیاز |      | ست ۱  | ست ۲  | ست ۳  | ست ۴  | ست ۵ | مجموع  | گزارش |
| ------ | ----- | ----- | ------ | ---- | ----- | ----- | ----- | ----- | ---- | ------ | ----- |
| ۲۰ تیر | ۱۸:۳۰ | ترکیه | ۳−۱    | هلند | ۲۳–۲۵ | ۳۰–۲۸ | ۲۲–۲۵ | ۲۲–۲۵ | –    | ۱۰۳−۹۷ |       |

##### نهایی
| تاریخ  | ساعت  |        | امتیاز |        | ست ۱  | ست ۲  | ست ۳  | ست ۴ | ست ۵ | مجموع | گزارش |
| ------ | ----- | ------ | ------ | ------ | ----- | ----- | ----- | ---- | ---- | ----- | ----- |
| ۲۰ تیر | ۲۱:۳۰ | کانادا | ۰−۳    | پرتغال | ۲۵–۱۹ | ۲۵–۲۲ | ۲۵–۱۵ | –    | –    | ۵۶−۷۵ |       |

### گروه ۱
- میزبان:  کراکوف آرنا، کراکوف، لهستان

#### دور گروهی
|  | واجد شرایط برای حضور در نیمه‌نهایی |

##### گروه J
|      |                     | بازی | بازی | امتیاز | ست  | ست   | ست    | امتیاز | امتیاز | امتیاز |
| رتبه | تیم                 | برد  | باخت | امتیاز | برد | باخت | نسبت  | برد    | باخت   | نسبت   |
| ---- | ------------------- | ---- | ---- | ------ | --- | ---- | ----- | ------ | ------ | ------ |
| ۱    | برزیل               | ۲    | ۰    | ۵      | ۶   | ۲    | ۳٫۰۰۰ | ۱۸۸    | ۱۶۷    | ۱٫۱۲۶  |
| ۲    | ایتالیا             | ۱    | ۱    | ۳      | ۳   | ۴    | ۰٫۷۵۰ | ۱۶۰    | ۱۷۱    | ۰٫۹۳۶  |
| ۳    | ایالات متحده آمریکا | ۰    | ۲    | ۱      | ۳   | ۶    | ۰٫۵۰۰ | ۲۰۶    | ۲۰۱۶   | ۰٫۱۰۲  |

| تاریخ  | ساعت  |                     | امتیاز |                     | ست ۱  | ست ۲  | ست ۳  | ست ۴  | ست ۵  | مجموع   | گزارش |
| ------ | ----- | ------------------- | ------ | ------------------- | ----- | ----- | ----- | ----- | ----- | ------- | ----- |
| ۲۳ تیر | ۲۰:۰۰ | برزیل               | ۰−۳    | ایتالیا             | ۲۵–۱۸ | ۲۵–۲۰ | ۲۵–۱۹ |       |       | ۵۷–۷۵   |       |
| ۲۴ تیر | ۲۰:۰۰ | ایالات متحده آمریکا | ۳−۱    | ایتالیا             | ۲۲–۲۵ | ۲۵–۲۷ | ۲۸–۲۶ | ۲۱–۲۵ |       | ۱۰۳–۹۶  |       |
| ۲۵ تیر | ۲۰:۰۰ | برزیل               | ۲−۳    | ایالات متحده آمریکا | ۲۴–۲۶ | ۲۱–۲۵ | ۲۸–۲۶ | ۲۵–۲۱ | ۱۵–۱۲ | ۱۱۰−۱۱۳ |       |

##### گروه K
|      |         | بازی | بازی | امتیاز | ست  | ست   | ست    | امتیاز | امتیاز | امتیاز |
| رتبه | تیم     | برد  | باخت | امتیاز | برد | باخت | نسبت  | برد    | باخت   | نسبت   |
| ---- | ------- | ---- | ---- | ------ | --- | ---- | ----- | ------ | ------ | ------ |
| ۱    | صربستان | ۱    | ۱    | ۴      | ۵   | ۴    | ۱٫۲۵۰ | ۱۹۵    | ۱۹۴    | ۱٫۰۰۵  |
| ۲    | فرانسه  | ۱    | ۱    | ۳      | ۵   | ۵    | ۱٫۰۰۰ | ۲۱۳    | ۲۰۸    | ۱٫۰۲۴  |
| ۳    | لهستان  | ۱    | ۱    | ۲      | ۴   | ۵    | ۰٫۸۰۰ | ۱۹۲    | ۱۹۸    | ۰٫۹۷۰  |

| تاریخ  | ساعت  |         | امتیاز |         | ست ۱  | ست ۲  | ست ۳  | ست ۴  | ست ۵  | مجموع   | گزارش |
| ------ | ----- | ------- | ------ | ------- | ----- | ----- | ----- | ----- | ----- | ------- | ----- |
| ۲۳ تیر | ۲۳:۰۰ | لهستان  | ۲−۳    | فرانسه  | ۲۱–۲۵ | ۱۷–۲۵ | ۲۵–۱۷ | ۲۸–۲۶ | ۱۵–۱۲ | ۱۰۶–۱۰۵ |       |
| ۲۴ تیر | ۲۳:۰۰ | لهستان  | ۳−۱    | صربستان | ۲۳–۲۵ | ۲۰–۲۵ | ۲۵–۱۸ | ۱۸–۲۵ |       | ۹۳–۸۶   |       |
| ۲۵ تیر | ۲۳:۰۰ | صربستان | ۳−۲    | فرانسه  | ۲۰–۲۵ | ۱۹–۲۵ | ۲۶–۲۴ | ۲۵–۱۹ | ۱۲–۱۵ | ۱۰۸−۱۰۲ |       |

#### چهار نهایی گروه ۱
|  | نیمه‌نهایی | نیمه‌نهایی |   |        | نهایی    | نهایی |  |
|  |           |           |   |        |          |       |  |
|  | ۲۶ تیر    |           |   |        |          |       |  |
|  | صربستان   | ۳         |   |        |          |       |  |
|  | ایتالیا   | ۲         |   |        |          |       |  |
|  |           |           |   |        |          |       |  |
|  |           |           |   |        | ۲۷ تیر   |       |  |
|  |           |           |   |        | صربستان  | ۳     |  |
|  |           | برزیل     | ۰ |        |          |       |  |
|  |           |           |   |        |          |       |  |
|  |           |           |   |        |          |       |  |
|  |           |           |   |        | مکان سوم |       |  |
|  | ۲۶ تیر    | ۲۶ تیر    |   | ۲۷ تیر | ۲۷ تیر   |       |  |
|  | فرانسه    | ۱         |   | فرانسه | ۳        |       |  |
|  | برزیل     | ۳         |   |        | ایتالیا  | ۰     |  |

##### نیمه‌نهایی
| تاریخ  | ساعت  |         | امتیاز |         | ست ۱  | ست ۲  | ست ۳  | ست ۴  | ست ۵  | مجموع   | گزارش |
| ------ | ----- | ------- | ------ | ------- | ----- | ----- | ----- | ----- | ----- | ------- | ----- |
| ۲۶ تیر | ۲۰:۰۰ | صربستان | ۲−۳    | ایتالیا | ۲۳–۲۵ | ۲۵–۲۱ | ۲۵–۲۳ | ۱۸–۲۵ | ۱۵–۱۱ | ۱۰۵–۱۰۶ |       |
| ۲۶ تیر | ۲۳:۰۰ | فرانسه  | ۳−۱    | برزیل   | ۱۶–۲۵ | ۲۵–۲۳ | ۲۶–۲۸ | ۳۱–۳۳ |       | ۱۰۹–۹۸  |       |

##### بازی مکان سوم
| تاریخ  | ساعت  |        | امتیاز |         | ست ۱  | ست ۲  | ست ۳  | ست ۴ | ست ۵ | مجموع | گزارش |
| ------ | ----- | ------ | ------ | ------- | ----- | ----- | ----- | ---- | ---- | ----- | ----- |
| ۲۷ تیر | ۲۰:۰۰ | فرانسه | ۰−۳    | ایتالیا | ۲۵–۲۳ | ۲۵–۲۱ | ۲۵–۲۰ |      |      | ۶۴–۷۵ |       |

##### نهایی
| تاریخ  | ساعت  |         | امتیاز |       | ست ۱  | ست ۲  | ست ۳  | ست ۴ | ست ۵ | مجموع | گزارش |
| ------ | ----- | ------- | ------ | ----- | ----- | ----- | ----- | ---- | ---- | ----- | ----- |
| ۲۷ تیر | ۲۳:۰۰ | صربستان | ۰−۳    | برزیل | ۲۲−۲۵ | ۲۲−۲۵ | ۲۱−۲۵ | -    |      | ۶۵–۷۵ |       |

## رده‌بندی نهایی
| تیم | رده                 |
| --- | ------------------- |
| 1   | صربستان             |
| 2   | برزیل               |
| 3   | فرانسه              |
| ۴   | ایتالیا             |
| ۵   | لهستان              |
| ۶   | ایالات متحده آمریکا |
| ۷   | روسیه               |
| ۸   | ایران               |
| ۹   | بلژیک               |
| ۱۰  | آرژانتین            |
| ۱۱  | بلغارستان           |
| ۱۲  | استرالیا            |
| ۱۳  | کانادا              |
| ۱۴  | پرتغال              |
| ۱۵  | هلند                |
| ۱۶  | ترکیه               |
| ۱۷  | فنلاند              |
| ۱۸  | چک                  |
| ۱۹  | چین                 |
| ۲۰  | مصر                 |
| ۲۱  | اسلواکی             |
| ۲۲  | کوبا                |
| ۲۳  | کرهٔ جنوبی           |
| ۲۴  | ژاپن                |
| ۲۵  | اسلوونی             |
| ۲۶  | آلمان               |
| ۲۷  | یونان               |
| ۲۸  | تایوان              |
| ۲۹  | مونته‌نگرو           |
| ۳۰  | ونزوئلا             |
| ۳۱  | قطر                 |
| ۳۲  | اسپانیا             |
| ۳۳  | تونس                |
| ۳۴  | مکزیک               |
| ۳۵  | قزاقستان            |
| ۳۶  | پورتوریکو           |

| قهرمان لیگ جهانی ۲۰۱۶    |
| ------------------------ |
| · صربستان · نخستین عنوان |

| فهرست ۱۴ نفره برای دور نهایی گروه ۱ |
| الکساندر اوکولیچ, اوروش کواچویچ, Milan Katić, Aleksa Brđović, دراگان استانکوویچ (c), مارکو ایوویچ, نیکولا یوویچ, میلوش نیکیچ, Tomislav Dokić, دراژن لوبوریچ, Neven Majstorović, مارکو پودراشچانین, نیکولا روسیچ, سرچکو لیسیناس |
| سرمربی |
| نیکولا گربیچ |

## جوایز
| - باارزش‌ترین بازیکن مارکو ایوویچ - بهترین پاسور سیمونه جیانلی - بهترین اسپک زننده پشت خط مارکو ایوویچ آنتونین روزیر | - بهترین دفاع کننده میانی مائوریسیو لوئیز دسوزا سرچکو لیسیناس - بهترین اسپک زننده قطر پاسور والاس د سوزا - بهترین لیبرو جنیا گربنیکوف |